# تمبلين
تمبلين (بالألمانية: Templin) هي بلدة ألمانية تقع في ألمانيا في براندنبورغ. يقدر عدد سكانها بـ 17,127 نسمة.

## المدن التوأمة
مدينة كونتروغيرا هي مدينة توأمة لـتمبلين.

## أعلام
- أولريتش باير
- أنجيلا وينكلر
- كارل هاينز كروغر
- دوروثيا بنز